# Медаль Альберта (Королевское общество искусств)
Медаль Альберта (англ. The Albert Medal of the Royal Society of Arts) — ежегодная премия Королевского общества искусств. Учреждена в 1863 году в память принца Альберта. Медалью награждают людей любой национальности за выдающиеся заслуги в продвижении искусств, производства и торговли. При этом приоритет в последние годы отдаётся людям, внёсшим вклад в обновление общества. Медалью награждены 18 лауреатов Нобелевской премии.

## Лауреаты
- 1864: Хилл, Роуленд
- 1865: Наполеон III
- 1866: Фарадей, Майкл
- 1867: William Fothergill Cooke[англ.]* и Уитстон, Чарльз
- 1868: Витуорт, Джозеф
- 1869: Либих, Юстус фон
- 1870: Лессепс, Фердинанд де
- 1871: Коул, Генри
- 1872: Бессемер, Генри
- 1873: Шеврёль, Мишель Эжен
- 1874: Сименс, Карл Вильгельм
- 1875: Шевалье, Мишель
- 1876: Эйри, Джордж Биддель
- 1877: Дюма, Жан Батист
- 1878: Армстронг, Уильям Джордж
- 1879: Томсон, Уильям (лорд Кельвин)
- 1880: Джоуль, Джеймс
- 1881: Гофман, Август Вильгельм
- 1882: Пастер, Луи
- 1883: Гукер, Джозеф Долтон
- 1884: Идс, Джеймс Бьюкенен
- 1885: Henry Doulton[англ.]
- 1886: Samuel Lister[англ.]
- 1887: Виктория (королева Великобритании)
- 1888: Гельмгольц, Герман Людвиг Фердинанд
- 1889: John Percy[англ.]
- 1890: Перкин, Уильям Генри (старший)
- 1891: Абель, Фредерик Август
- 1892: Эдисон, Томас Алва
- 1893: John Bennet Lawes[англ.] и Joseph Henry Gilbert[англ.]*
- 1894: Листер, Джозеф
- 1895: Белл, Исаак Лотиан
- 1896: Хьюз, Дэвид Эдвард
- 1897: George James Symons[англ.]
- 1898: Бунзен, Роберт Вильгельм
- 1899: Крукс, Уильям
- 1900: Henry Wilde[англ.]
- 1901: Эдуард VII
- 1902: Белл, Александр Грейам
- 1903: Charles Augustus Hartley[англ.]
- 1904: Крейн, Уолтер
- 1905:  Стретт, Джон Уильям (лорд Рэлей)
- 1906: Суон, Джозеф Уилсон
- 1907: Бэринг, Ивлин, 1-й граф Кроумер
- 1908: Дьюар, Джеймс
- 1909: Sir Andrew Noble[англ.]
- 1910:  Склодовская-Кюри, Мария
- 1911: Парсонс, Чарлз Алджернон
- 1912: Дональд Смит, 1-й барон Страткона
- 1913: Георг V
- 1914:  Маркони, Гульельмо
- 1915:  Томсон, Джозеф Джон
- 1916:  Мечников, Илья Ильич
- 1917: Орвил Райт
- 1918: Ричард Глэйзбрук
- 1919: Лодж, Оливер Джозеф
- 1920:  Майкельсон, Альберт Абрахам
- 1921: Флеминг, Джон Амброз
- 1922: Dugald Clerk[англ.]
- 1923: Дэвид Брюс и  Росс, Рональд
- 1924: Принц Уэльский (впоследствии Эдуард VIII)
- 1925: Прэйн, Дэвид
- 1926:  Поль Сабатье
- 1927: Уэбб, Астон
- 1928:  Резерфорд, Эрнест
- 1929: Джеймс Альфред Юинг
- 1930: Армстронг, Генри Эдвард
- 1931: Артур, герцог Коннаутский
- 1932: Брэнгвин, Фрэнк
- 1933: Ллевеллин, Уильям
- 1934:  Хопкинс, Фредерик Гоуленд
- 1935: Хедфилд, Роберт Аббот
- 1936: Edward Stanley, 17th Earl of Derby[англ.]
- 1937: William Morris, 1st Viscount Nuffield[англ.]
- 1938: Мария Текская
- 1939: Thomas Henry Holland[англ.]
- 1940: John Alexander Milne
- 1941: Рузвельт, Франклин
- 1942: Смэтс, Ян Христиан
- 1943: E. John Russell[англ.]
- 1944: Henry Tizard[англ.]
- 1945:  Черчилль, Уинстон
- 1946:  Флеминг, Александр и  Флори, Хоуард Уолтер
- 1947:  Робинсон, Роберт
- 1948: William Reid Dick[англ.]
- 1949: Giles Gilbert Scott[англ.]
- 1950:  Эплтон, Эдуард Виктор
- 1951: Георг VI
- 1952: Уиттл, Фрэнк
- 1953:  Эдриан, Эдгар Дуглас
- 1954: Ambrose Heal[англ.]
- 1955: Воан-Уильямс, Ральф
- 1956:  Дейл, Генри
- 1957: Christopher Hinton, Baron Hinton of Bankside[англ.]
- 1958: Елизавета II
- 1959: Мэсси, Винсент
- 1960: Frederick Handley Page[англ.]*
- 1961: Гропиус, Вальтер
- 1962: Sydney Gordon Russell[англ.]
- 1963: Филипп, герцог Эдинбургский
- 1964: Нинет де Валуа
- 1965: Leon Bagrit[англ.]
- 1966: Кокерелл, Кристофер
- 1967: Edward Lewis[англ.]*
- 1968: Уоллес, Барнс
- 1969: Лейн, Аллен
- 1970: Скотт, Питер
- 1971: William Glock[англ.]
- 1972: Sir George Edwards[англ.]
- 1973: Бетчеман, Джон
- 1974: Боуз-Лайон, Елизавета
- 1975: Певснер, Николас
- 1976: Оливье, Лоренс
- 1977: Alfred Robens, Baron Robens of Woldingham[англ.]
- 1978: John Charnley[англ.]
- 1979: Robert Mayer[англ.]*
- 1980: Уорд, Барбара
- 1981: Менухин, Иегуди
- 1982: Морита, Акио
- 1983: Arnold Alexander Hall[англ.]
- 1984: Кассон, Хью Максвелл
- 1985: Чарльз, принц Уэльский
- 1986: Alastair Pilkington[англ.]
- 1987:  Крик, Фрэнсис
- 1988: Shridath Ramphal[англ.]*
- 1989: John Sainsbury, Baron Sainsbury of Preston Candover[англ.]
- 1990: Jonathan Miller[англ.]
- 1991: Beatrice Seear, Baroness Seear[англ.]
- 1992: Янг, Майкл
- 1993: Paul Hamlyn[англ.]
- 1994: Эрнест Холл
- 1995: Adrian Cadbury[англ.]
- 1996: Claus Moser, Baron Moser[англ.]
- 1997: Рэттл, Саймон
- 1998: Мэри Уорнок
- 1999: Хокинг, Стивен Уильям
- 2000: Анна (принцесса Великобритании)
- 2001: Робинсон, Мэри
- 2002: Бернерс-Ли, Тим
- 2003: Tim Smit[англ.]
- 2004: Karan Bilimoria, Baron Bilimoria[англ.]
- 2005: Харлем Брунтланн, Гру
- 2008: Simon Duffy[англ.]
- 2009: Zarine Kharas[англ.]
- 2010: Деллер, Джереми
- 2011: Руис, Альбина
- 2013: Selwyn Image
- 2014: Jos de Blok